# Michèle Fitoussi

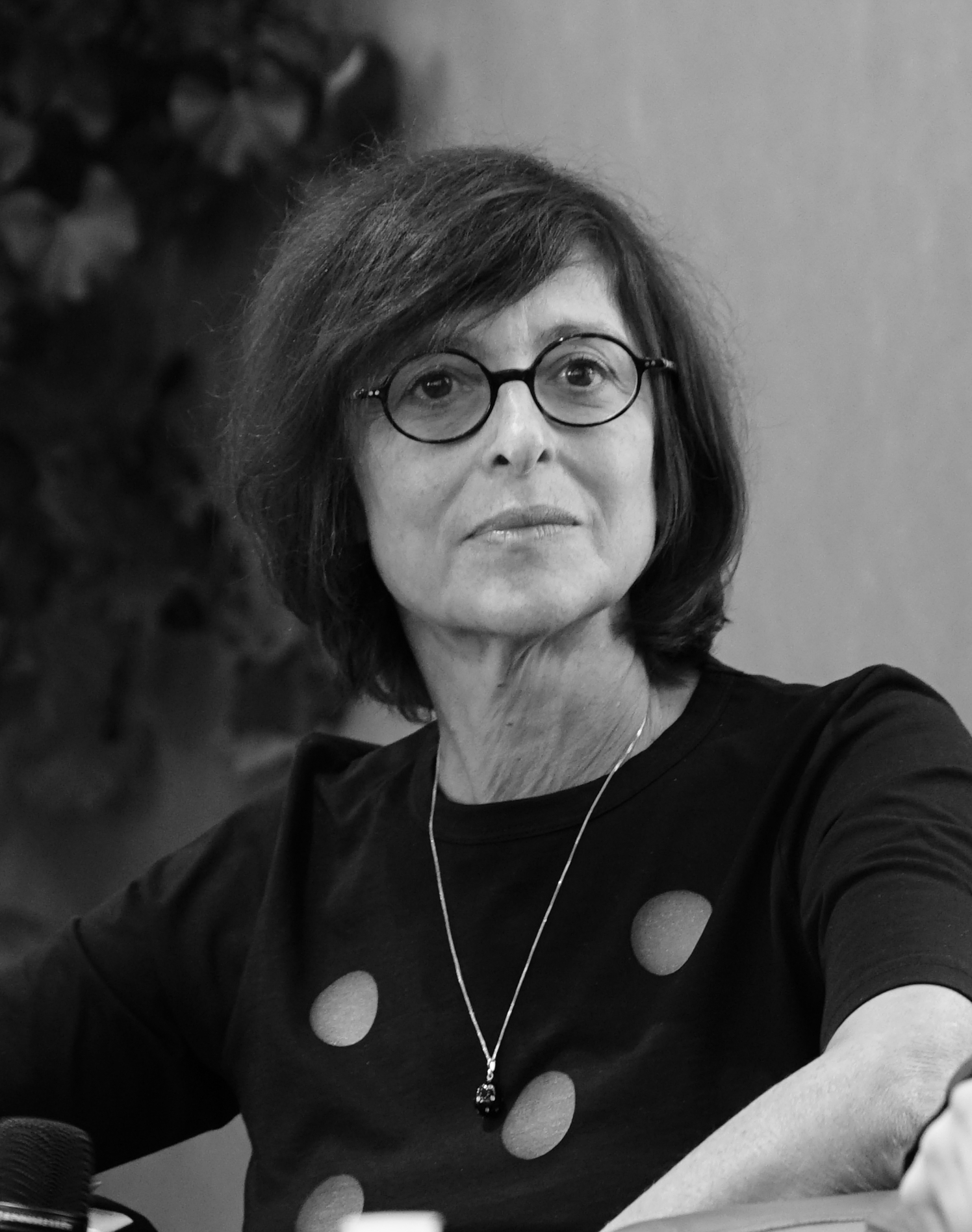
Michèle Fitoussi (2018)

Michèle Fitoussi (* 1954 in Tunis) ist eine französische Journalistin und Kolumnistin der französischen Ausgabe der internationalen Frauenzeitschrift Elle.
Als  Autorin mehrerer Romane und Drehbuchautorin brachte sie als Mitautorin 1999 zusammen mit der Marokkanerin Malika Oufkir die Autobiographie La Prisonnière heraus, eine Darstellung des marokkanischen Strafvollzugssystems. Das Buch wurde später unter dem Titel Stolen Lives: Twenty Years in a Desert ins Englische übersetzt und 2001 im Oprah’s Book Club vorgestellt.
Fitoussi ist mit Nicolas Domenach verheiratet.

## Werke (Auswahl)
- Zum Teufel mit den Superfrauen. Die Sucht nach Perfektion. Aus dem Französischen von David Eisermann. SV International, Zürich 1989, ISBN 3-7263-6581-8.
- Zur Hölle mit den Supermännern. Roman. Aus dem Französischen von Michaela Messner. Piper, München/Zürich 1994, ISBN 3-492-11903-4.
- Ein schreckliches Glück. Roman. Aus dem Französischen von Michaela Messner. Malik, München 1997, ISBN 3-89029-180-5.
- mit Malika Oufkir: Die Gefangene. Ein Leben in Marokko. Aus dem Französischen von Christiane Filius-Jehne. Von Schröder, München 1999, ISBN 3-547-77248-6.
- Mach’s gut, kleiner Held. Briefe an meinen Sohn. Aus dem Französischen von Uta Bergès. Herder, Freiburg im Breisgau u. a. 2000, ISBN 3-451-27443-4.